# Baba-Jaga

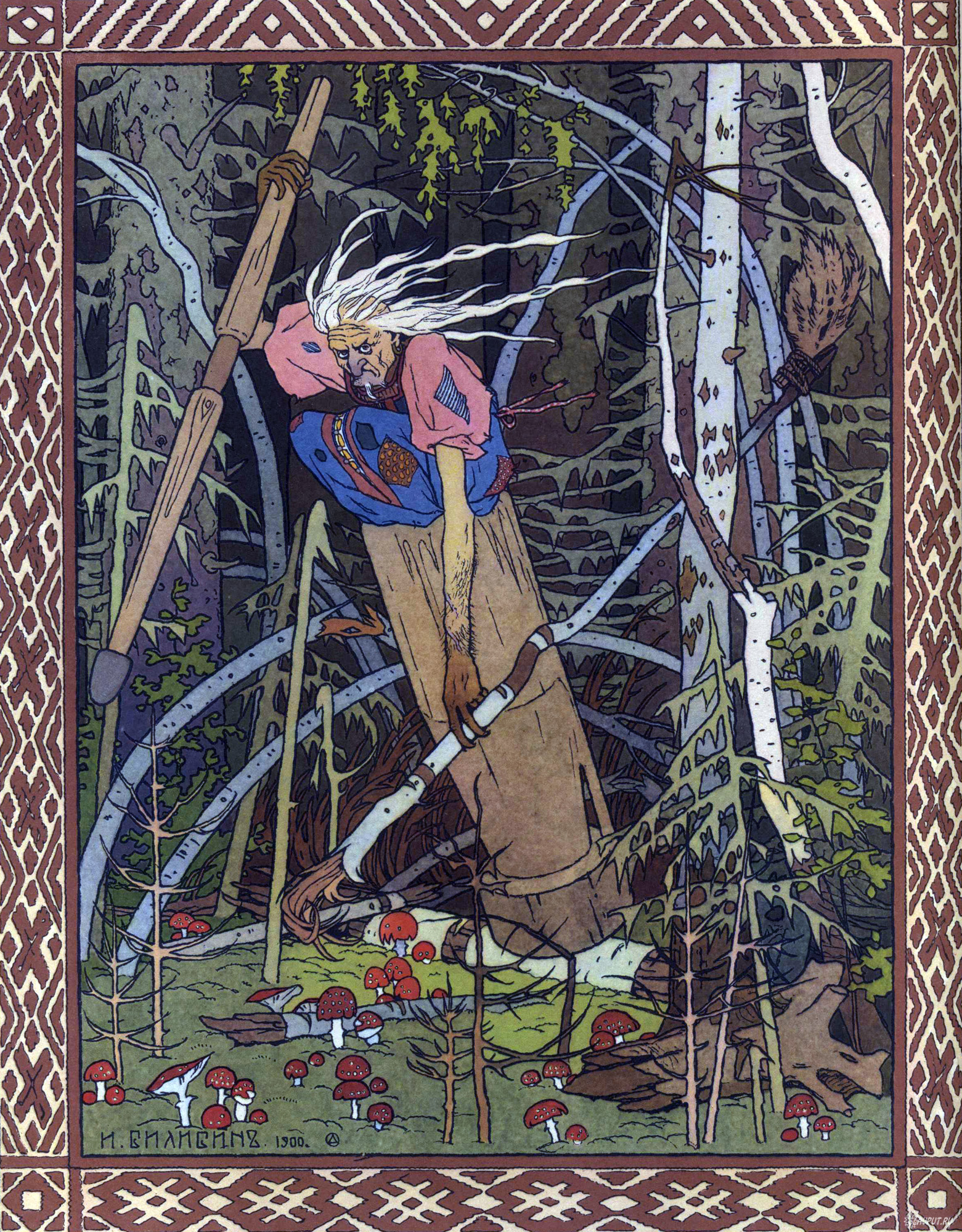
Baba-Jaga avbildad av Ivan Bilibin (1902).

Baba-Jaga är enligt slavisk tradition en fasansfull häxa. Baba-Jaga bodde i skogen innanför ett staket gjort av människoben, i ett hus på hönsfötter, så att hon kunde se åt alla håll. I somliga berättelser sägs det att hon var så stor att hennes käft kunde sträcka sig från jorden och ned till helvetet (vilket sades förklara sprickbildningar i jorden). I vissa sägner flög hon också omkring i en mortel av trä, genom att stöta sig fram med mortelstöten.
Namnet är även en allmän benämning på östslaviska häxor. Hon kan framträda i olika roller, antingen som en hjälpande kraft, rådgivare eller hämnare, eller som en enbart ond varelse

## Ursprunget till Baba-Jagas stuga
Vissa slaviska och finsk-ugriska folk hade som tradition att före begravningen förvara döda släktingar i bodar som stod högt belägna på pålar. Ofta användes avsågade trädstammar med uppgrävda rötter som dessa stödben. Ingången vändes från byn. Likheten med Baba-Jagas stuga är slående. Motsvarande "hönsfötter" finns även hos trollkarlen Howls vandrande slott, i Diana Wynne Jones bok Det levande slottet (filmatiserad av Hayao Miyazaki).

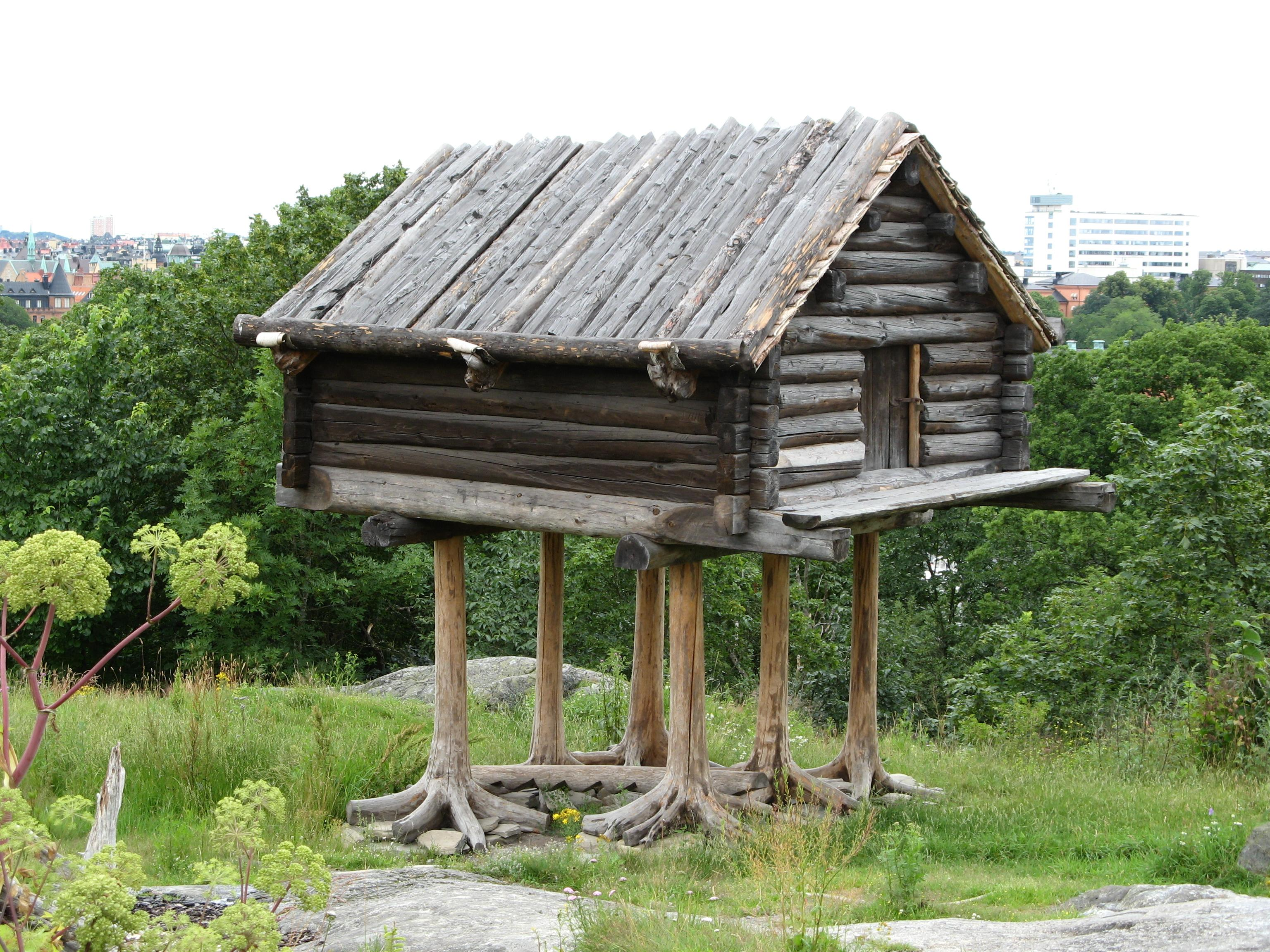
Samisk modell av bod på Skansen i Stockholm

## Olika namn
"Baba Jaga" är stavningen av häxans namn på polska, tjeckiska och slovakiska. Det är även transkriptionen till svenska av namnformerna på ryska (Бáба-Ягá), ukrainska (Баба Яґа) och bulgariska (Баба Яга). På slovenska har namndelarna kastats om till Jaga Baba.
En snarlik "häxkärring" förekommer i den sydslaviska traditionen. På kroatiska och bosniska heter hon Baba Roga, på makedoniska och serbiska Баба Рога (transkriberat som Baba Roga). Ordet roga antyder att hon har horn.
'Baba' är ursprungligen ett barnspråksord för babusjka (= äldre eller gift kvinna av lägre klass, farmor/mormor). 'Jaga' är sannolikt diminutivform av det slaviska namnet Jadwiga (Jaga/Jagusia/Jadzia).

## Baba-Jaga inom populärkulturen
- Baba-Jaga har vid flera tillfällen förekommit i darkhorse-serien Hellboy.
- I Bartok - en riktig hjälte finns en häxa som heter Baba Yaga som bor i ett hus på hönsfötter.
- Även i den klassiska datorspelsserien King's Quest förekommer häxan och huset på hönsfötter.
- En häxa med samma namn förekommer också i Bamse, där Baba-Jaga agerar medhjälpare åt Grimme i äventyret "Hotet från Sagornas Ö".
- I filmen John Wick (2014) kallar den ryska maffian som faller offer för protagonisten Johns vrede honom för Baba Yaga (i filmen översatt till "the Boogeyman").